# Heim ins Reich

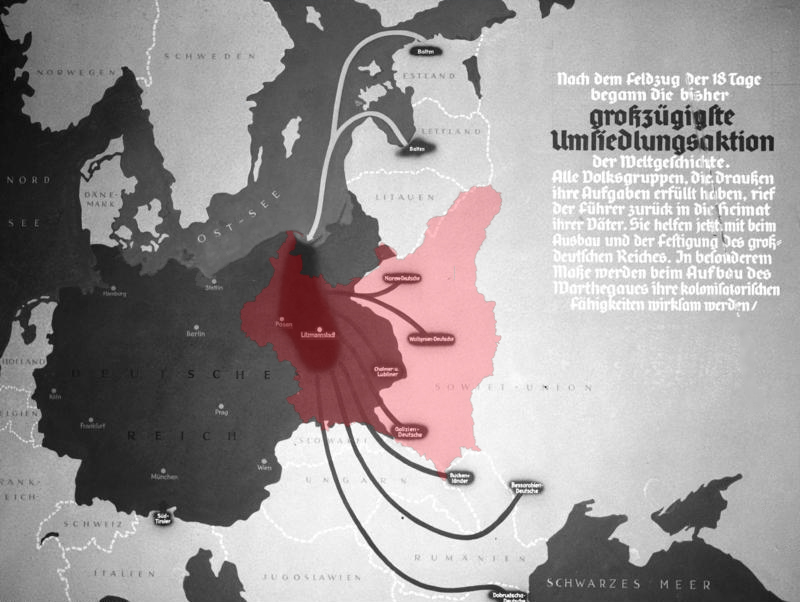
El Tercer Reich en 1939 (gris oscuro) después de la conquista de Polonia; con colonos alemanes traídos a los territorios anexos de Polonia desde la "esfera de influencia" soviética. - Cartel de propaganda nazi superpuesto con el contorno rojo de Polonia que falta por completo en la impresión original.

El Heim ins Reich (en español: Vuelta al Reich) fue una política exterior seguida por Adolf Hitler durante la Segunda Guerra Mundial, a partir de 1938. El objetivo de la iniciativa de Hitler era convencer a todo el Volksdeutsche (alemanes étnicos) que vivía fuera de la Alemania nazi (por ejemplo, en Austria, Checoslovaquia y los distritos occidentales de Polonia) que debía esforzarse por llevar estas regiones "de vuelta" a la Gran Alemania, pero también reubicarse desde territorios que no estaban bajo el control alemán, después de la conquista de Polonia de conformidad con el pacto nazi-soviético. El manifiesto Heim ins Reich apuntó a áreas cedidas en Versalles a la recién nacida nación de Polonia, así como a otras áreas que fueron habitadas por importantes poblaciones alemanas como los Sudetes, Danzig y las regiones sudoriental y nororiental de Europa después de 6 de octubre de 1939.
La implementación de la política fue administrada por el VoMi (Hauptamt Volksdeutsche Mittelstelle o Centro de Coordinación para Alemanes Étnicos). Como agencia estatal del NSDAP, manejó todos los problemas del Volksdeutsche. Para 1941, el VoMi estaba bajo el control de las SS.

## Historia
El final de la Primera Guerra Mundial en Europa condujo a la aparición de los nuevos "problemas de las minorías" en las áreas de colapso de los imperios alemán y austrohúngaro. Más de 9 millones de alemanes étnicos se encontraron viviendo en Polonia, Checoslovaquia, Rumania y Yugoslavia; como resultado de la Conferencia de Paz de París, en 1919. A diferencia de los nuevos estados soberanos, Alemania no estaba obligada a firmar los Tratados de las Minorías. Antes del Anschluss, un poderoso transmisor de radio en Múnich bombardeó Austria con propaganda de lo que Hitler ya había hecho por Alemania y lo que podía hacer por su país natal, Austria. La anexión de Austria fue presentada por la prensa como la marcha de las fuerzas armadas alemanas hacia supuestas tierras alemanas: "como representantes de una voluntad general alemana de unidad, para establecer la hermandad con el pueblo y los soldados alemanes allí". De manera similar, el ultimátum alemán de 1939 a Lituania que condujo a la anexión de Memel de la República fue glorificado como la "última etapa del progreso de la historia" de Hitler.
Simultáneamente con las anexiones se iniciaron los intentos de limpiar étnicamente a los no alemanes tanto de Alemania como de las áreas destinadas a formar parte de una "Gran Alemania". Alternativamente, Hitler también hizo intentos de germanizar a aquellos que se consideraban étnica o racialmente lo suficientemente cerca de los alemanes como para que "valiera la pena mantenerlos" como parte de una futura nación alemana, como la población de Luxemburgo (oficialmente, Alemania consideraba que estas poblaciones en realidad eran alemanas , pero no formaban parte del Gran Reich alemán y, por lo tanto, fueron el objetivo de la propaganda que promovía este punto de vista para integrarlos). Estos intentos fueron impopulares en gran medida con los objetivos de la germanización, y los ciudadanos de Luxemburgo votaron en un referéndum de 1941 hasta el 97% en contra de convertirse en ciudadanos de la Alemania nazi.
La propaganda también se dirigió a los alemanes fuera de la Alemania nazi para que regresaran como regiones o como individuos de otras regiones. Hitler esperaba hacer un uso completo de la "diáspora alemana". Como parte de un esfuerzo por atraer a los alemanes étnicos de regreso a Alemania, se enviaron a los inmigrantes alemanes de los Estados Unidos Heimatbriefe o "cartas de la patria". La reacción a estos fue en general negativa, particularmente a medida que se recuperaban. Goebbels también esperaba utilizar a los germano-estadounidenses para mantener a Estados Unidos neutral durante la guerra, pero esto en realidad produjo una gran hostilidad hacia los propagandistas nazis. Los periódicos en la Ucrania ocupada imprimieron artículos sobre antecedentes del dominio alemán sobre Ucrania, como Catalina la Grande y los godos.
El Heim ins Reich en la terminología y propaganda nazi también se refería a los antiguos territorios del Sacro Imperio Romano. Joseph Goebbels describió en su diario que Bélgica y los Países Bajos estaban sujetos a la política del Heim im Reich en 1940. Bélgica supuestamente fue perdida por Francia por el Imperio austríaco en 1794. La política de expansión alemana se planeó como parte del Generalplan Ost para continuar más hacia el este en Polonia, los estados bálticos y la Unión Soviética, creando así una Gran Alemania desde el Mar del Norte hasta los Urales.

## ElHeim ins Reichen la Polonia ocupada (1939-1944)

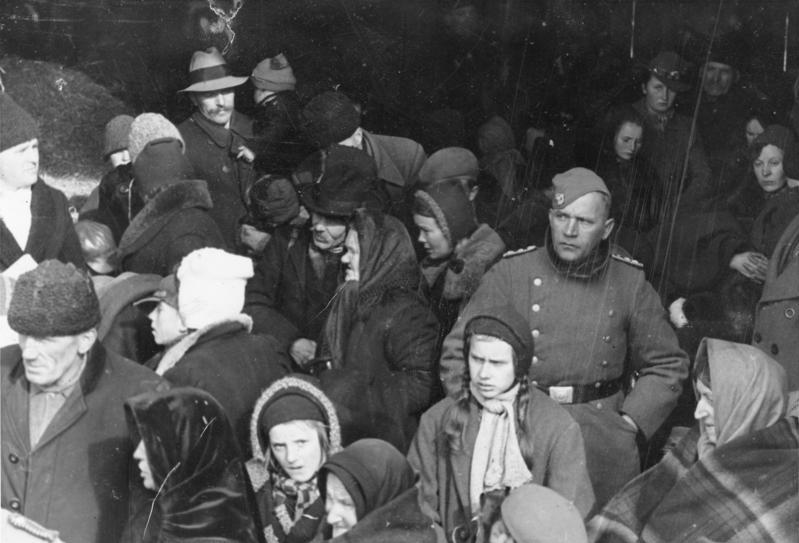
Polacos expulsados en 1939 del Reichsgau Wartheland.

Artículo principal: Expulsión de polacos por la Alemania nazi

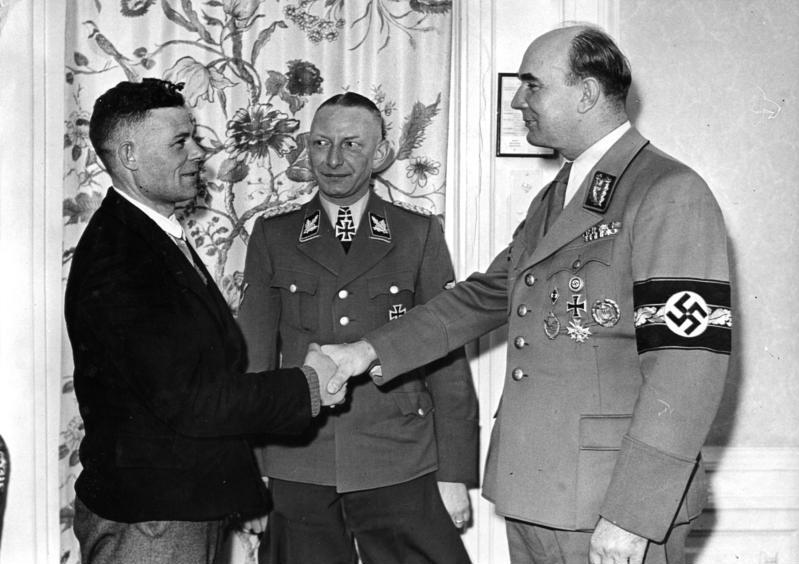
Arthur Greiser dando la bienvenida al millonésimo Volksdeutsche reasentado desde el este de Europa a la Polonia ocupada. Marzo de 1944.

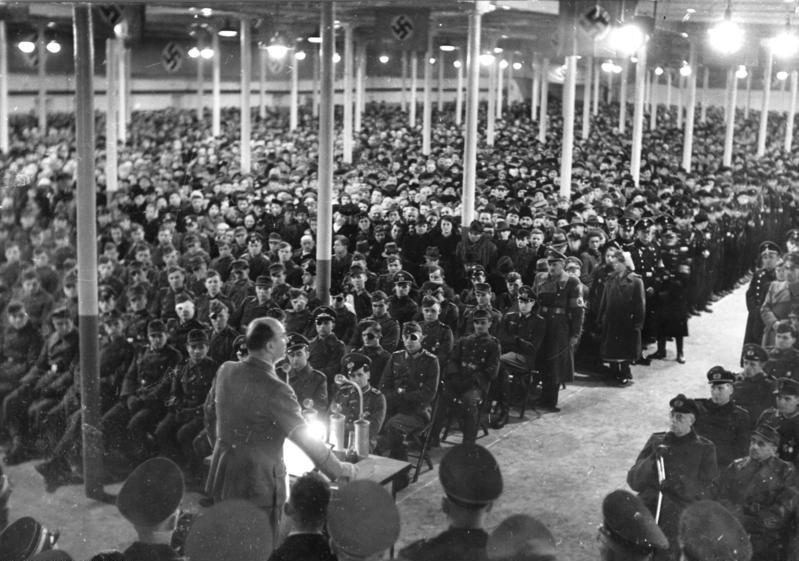
Arthur Greiser habla con el Volksdeutsche reasentado en Łódź en marzo de 1944.

El mismo lema (Heim ins Reich) también se aplicó a una segunda iniciativa política estrechamente relacionada que implicaba el desarraigo y la reubicación de las comunidades étnicamente alemanas (Volksdeutsche) de los países de Europa Central y Oriental en la "esfera de influencia" soviética, que se estableció allí durante el Ostsiedlung de siglos anteriores. El gobierno nazi determinó cuáles de estas comunidades no eran "viables", y comenzó la propaganda entre la población local, y luego hizo los arreglos y organizó su transporte. El uso de tácticas de miedo sobre la Unión Soviética llevó a la partida de decenas de miles. Esto incluyó a alemanes de Bukovina, Besarabia, Dobruja y Yugoslavia. Por ejemplo, después de que los soviéticos asumieran el control de este territorio, alrededor de 45.000 alemanes étnicos dejaron el norte de Bukovina en noviembre de 1940. (Stalin permitió esto por temor a que fueran leales a Alemania).
| Territorio de origen                                   | Año       | Número de Volksdeutsche reasentados |
| ------------------------------------------------------ | --------- | ----------------------------------- |
| Sur del Tirol (ver Acuerdo de Opción de Tirol del Sur) | 1939–1940 | 83.000                              |
| Letonia y Estonia                                      | 1939–1941 | 69.000                              |
| Lituania                                               | 1941      | 54.000                              |
| Volhynia, Galitzia, Nerewdeutschland                   | 1939–1940 | 128.000                             |
| Gobierno General                                       | 1940      | 33.000                              |
| Norte de Bukovina y Besarabia                          | 1940      | 137.000                             |
| Rumanía (Sur de Bukovina y Norte de Dobruja)           | 1940      | 77.000                              |
| Yugoslavia                                             | 1941–1942 | 36.000                              |
| URSS (Fronteras pre-1939)                              | 1939–1944 | 250.000                             |
| Total                                                  | 1939–1944 | 867.000                             |

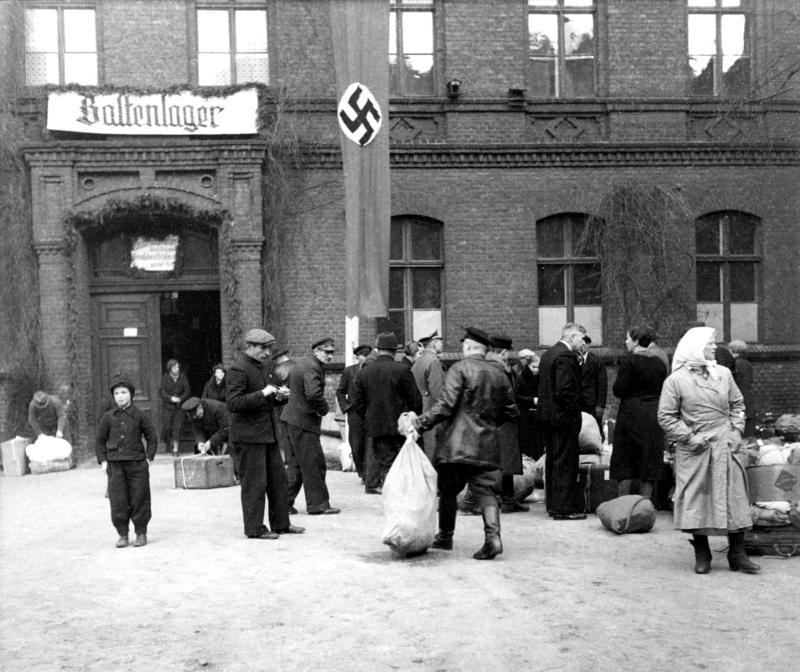
Estación de tránsito (Baltenlager) para los alemanes bálticos, Posen (Poznań), 1940.

En la región de Gran Polonia (Wielkopolska) (unida con el distrito de Łódź y apodada Wartheland por los alemanes), el objetivo de los nazis era la "germanización" completa, o asimilación política, cultural, social y económica del territorio del Reich alemán. Para alcanzar este objetivo, la burocracia instalada renombró las calles y las ciudades y confiscó a decenas de miles de empresas polacas, desde grandes empresas industriales hasta pequeñas tiendas, sin pagar a los propietarios. Esta área incorporó 350.000 "alemanes étnicos" y 1,7 millones de polacos considerados alemanizables, incluidos entre uno y doscientos mil niños que habían sido tomados de sus padres (más unos 400.000 colonos alemanes del "Viejo Reich"). Se alojaron en granjas que quedaron vacantes por la expulsión de los polacos locales. Los miembros del partido militante fueron enviados para enseñarles a ser "verdaderos alemanes". Las Juventudes Hitlerianas y la Liga de Muchachas Alemanas enviaron jóvenes para el "Servicio Oriental", lo que implicó (particularmente para las niñas) ayudar en los esfuerzos de germanización. Fueron acosados por partisanos polacos (Armia Krajowa) durante la guerra. Cuando la Alemania nazi perdió la guerra, fueron expulsados a Alemania.

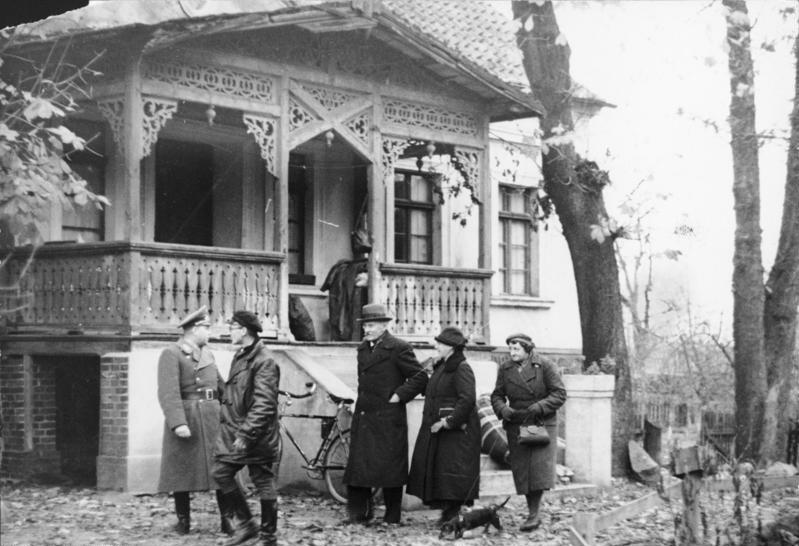
Alemanes bálticos reasentados tomando nuevos hogares en Warthegau después de la expulsión de los polacos locales.

Eberhardt cita estimaciones para la afluencia étnica alemana proporcionadas por Szobak, Łuczak, y un informe colectivo, que varía de 404.612 (Szobak) a 631.500 (Łuczak). Anna Bramwell dice que 591.000 alemanes étnicos se mudaron a los territorios anexos, y detalla las áreas de origen de los colonos de la siguiente manera: 93.000 eran de Besarabia, 21.000 de Dobruja, 98.000 de Bukovina, 68.000 de Volhynia, 58.000 de Galicia, 130,000 de los estados bálticos, 38.000 del este de Polonia, 72.000 de los Sudetes y 13.000 de Eslovenia. Durante el Heim ins Reich, los alemanes se establecieron en las casas de los polacos expulsados.
Además, unos 400.000 funcionarios alemanes, personal técnico y empleados fueron enviados a esas áreas para administrarlos, según "Atlas Ziem Polski" citando una publicación académica conjunta polaco-alemana sobre el aspecto de los cambios de población durante la guerra. Eberhardt estima que la afluencia total del Altreich fue de aproximadamente 500.000 personas. Duiker y Spielvogel señalan que hasta dos millones de alemanes se habían asentado en la Polonia de antes de la guerra en 1942. Eberhardt da un total de dos millones de alemanes presentes en el área de toda la Polonia de antes de la guerra al final de la guerra, 1,3 millones de los cuales se mudó durante la guerra, agregando una población de 700.000 antes de la guerra.
| Territorio (región)                                                       | Número de colonos alemanes |
| ------------------------------------------------------------------------- | -------------------------- |
| Warthegau                                                                 | 536.951                    |
| Danzig-Prusia Occidental                                                  | 50.204                     |
| Alta Silesia Oriental                                                     | 36.870                     |
| Zichenau                                                                  | 7.460                      |
| Piotr Eberhardt. Political Migrations in Poland, 1939–1948. Warsaw. 2006. |                            |

El aumento de la población alemana fue más visible en los centros urbanos: en Poznań, la población alemana aumentó de ~ 6.000 en 1939 a 93.589 en 1944; en Łódź, de ~ 60.000 a 140.721; y en Inowrocław, de 956 a 10.713. En Warthegau, donde se asentaron la mayoría de los alemanes, la proporción de la población alemana aumentó de 6.6% en 1939 a 21.2% en 1943.